# Antonio Desvalls y de Vergós
Antonio Desvalls y de Vergós (1666, El Poal-1724, Viena) Marqués de Poal. Aristócrata, político y militar español partidario de la Casa de Austria durante la guerra de sucesión española. En 1713 fue uno de los principales jefes militares de la Campaña de Cataluña (1713-1714).

## Biografía
Hijo de Antonio Desvalls y de Castellbell, capitán de caballería. Antoni, durante su juventud fue paje de Juan José de Austria y obtuvo el rango de capitán de infantería. Partidario del archiduque Carlos de Austria, en 1705 sublevó, junto a su hermano Manuel Desvalls y de Vergós, las tierras del llano de Urgel. En 1706 Carlos de Austria le nombró vizconde y poco después le concedió el título de marqués del Poal. En 1713 participó en la Junta General de Brazos y fue uno de los principales instigadores de la continuación de la guerra. Declarada la guerra fue miembro de la «Junta de los 36» y, disuelta esta, fue comisionado por Rafael Casanova para extender la rebelión al interior de Cataluña. Al frente del regimiento de caballería de Santiago como coronel, devino comandante en jefe de las tropas catalanas fuera de Barcelona. Tras la caída de la ciudad replegó sus tropas en la fortaleza de Cardona donde capituló. Su hermana Manuela Desvalls y de Vergós quedó como religiosa en el monasterio de Vallbona de las Monjas mientras él y su hermano huyeron poco después embarcándose hacia Nápoles, de donde pasaron a Viena. Formó parte del contingente de militares españoles exiliados que combatieron bajo bandera austríaca contra el turco mientras su hijo Manuel Desvalls y de Alegre ejerció varios cargos en la corte imperial. Tras el Tratado de Viena de 1725 sus familiares regresaron a España donde se les retornaron las propiedades confiscadas y sus títulos. Su nieto Joan Antoni Desvalls, cuarto marqués del Poal, fue un reputado científico.